# 小行星10184
小行星10184（10184 Galvani）是一颗绕太阳运转的小行星，为主小行星带小行星。该小行星于1996年4月18日发现。

## 轨道参数
小行星10184的轨道半长轴为2.3987519 UA，离心率为0.107。